# Giacomo Bezzi
Giacomo Bezzi (Cles, 17 giugno 1963) è un politico italiano, deputato dal 2006 al 2008.

## Biografia
Dal 1995 al 2003 è stato sindaco di Ossana (comune della Val di Sole dove risiede). Dal 1999 al 2001 è stato Presidente della Ferrovia Trento-Malé-Mezzana. Alle elezioni politiche del 2001 è stato candidato nel collegio di Lavis con la lista "Per l'abolizione dello scorporo e contro i ribaltoni", collegata a La Casa delle Libertà, ma non è stato eletto. Dal 2001 al 2003 è stato segretario politico del Partito Autonomista Trentino Tirolese.
Nel 2002 ha fondato la Fondazione San Vigilio, di cui è presidente Alle elezioni regionali del 26 ottobre 2003 è stato eletto consigliere provinciale e il 18 novembre è diventato Presidente del Consiglio della Provincia Autonoma di Trento, carica dal quale si è dimesso il 2 maggio 2006, essendo stato eletto alla Camera dei deputati nella lista della Südtiroler Volkspartei. È il primo deputato del Partito Autonomista Trentino Tirolese (PATT).
Il 24 gennaio 2008 nega la fiducia al Governo Prodi. Il caso ha suscitato scalpore nel PATT e nella Südtiroler Volkspartei in quanto il gruppo delle minoranze linguistiche aveva rinnovato la fiducia per bocca del deputato Siegfried Brugger Ritiratosi dalla vita politica e dal PATT, per cinque anni ha vissuto e lavorato nelle isole Canarie dove ha collaborato con il deputato italiano Ricardo Merlo alla crescita del Movimento Associativo Italiani all'Estero (MAIE).
Alle elezioni politiche del 2013 è il candidato di Popolo della Libertà e Lega Nord al Senato nel collegio uninominale di Trento: ottiene il 22,07% venendo sconfitto da Franco Panizza che prende il 49,01%. Lo stesso anno è il candidato di Forza Trentino alle elezioni per la presidenza della provincia autonoma di Trento: ottiene il 4,27% (10.628 voti), classificandosi quinto; viene quindi eletto consigliere e presidente del gruppo Forza Italia.
Nel 2018 è ricandidato per il consiglio provinciale della provincia autonoma di Trento con l'UDC a sostegno di Maurizio Fugatti (centro-destra), senza che però la lista ottenga alcun seggio e risultando quindi non eletto. Bezzi ha fatto ricorso al TAR di Trento, che inizialmente gli ha assegnato il seggio di Alessandro Savoi (Lega Salvini), da cui lo separavano pochissimi voti. Il Consiglio di Stato ha però sospeso l'esecutività della sentenza e poi ha dato definitivamente ragione all'esponente leghista.
Nel dicembre 2019 aderisce a Cambiamo!, nuovo movimento di Giovanni Toti, venendo scelto come coordinatore regionale e per gli italiani all’estero.
Nel 2020 si ricandida a sindaco di Ossana presentandosi con la lista civica "Ossana 2020", uscendone sconfitto con 241 voti (40,50%) contro i 354 voti (59,50%) della lista civica "Vergot" di Laura Marinelli.
Nel 2023 è ricandidato per le elezioni del consiglio della provincia autonoma di Trento nelle liste di Fratelli d'Italia a sostegno di Maurizio Fugatti (centro-destra) risultando non eletto con un totale di 778 voti di preferenza.